# Battaglia di Bagradas (240 a.C.)
La Battaglia di Bagradas del 240 a.C. è stata combattuta tra le forze cartaginesi e dai ribelli mercenari di Cartagine durante la Guerra dei Mercenari, ciò successivamente condurrà alla Prima guerra punica e la ribellione da parte delle città libiche locali. Dopo la sconfitta a Utica di Annone II il Grande, nonostante le condizioni favorevoli non riuscirono comunque a ingaggiare i mercenari, Cartagine dunque reclutò un nuovo esercito sotto la guida di Amilcare Barca. Amilcare nonostante il blocco ribelle alla città, riuscì a lasciare Cartagine. Una volta attraversato il fiume Bagradas, le forze ribelli di Utica sorpresero i cartaginesi. Barca grazie ad una manovra strategica e intelligente, sconfisse senza problemi l'esercito nemico. Abbiamo testimonianza della avvenuta della battaglia, grazie ad una raffinata descrizione dal romanzo Salammbo di Gustave Flaubert.